# Ujazd (Gran Polonia)
Ujazd [pronunciación en polaco: /ˈujast/] es un pueblo ubicado en el distrito administrativo de Gmina Kiszkowo, dentro del Distrito de Gniezno, Voivodato de Gran Polonia, en el oeste de Polonia central. Se encuentra aproximadamente a 5 kilómetros al este de Kiszkowo, a 20 kilómetros al oeste de Gniezno, y a 34 kilómetros al noreste de la capital regional Poznań.
El pueblo tiene una población de 150 habitantes.